# Mossalski

Wappen des Geschlechtes Massalski

Die Fürsten Mossalski (russisch Мосальский) oder Massalski (russisch Масальский) ist der Name eines russischen Hochadelsgeschlechtes, das zu den Rurikiden gehörte.
Die Mossalskis sind Nachfahren von Mstislaw Michailowitsch, Fürst von Karatschew, einem Sohn des Michael von Tschernigow. Zunächst im Großfürstentum Moskau in Mossalsk im Fürstentum Tschernigow ansässig, zog ein Teil des Geschlechtes in das Gebiet des Großherzogtums Litauen, wo sie anfangs als Adelige mittleren Standes lebten. Ab dem 17. Jahrhundert nahmen die Massalskis immer höhere Ämter, wie der Starosten und Wojewoden, ein und konnten sich als Magnatenfamilie behaupten. In dieser Zeit verband sich das Geschlecht auch mit den Tyszkiewicz, Pac und den Oginski. Die in Russland verbliebenen Mossalskis bekleideten ebenfalls hohe administrative und militärische Ämter. Bekannte Seitenlinien der Mossalskis sind Klubkow-Mossalski, Kolzow-Mossalski, Rubzow-Mossalski und Litwinow-Mossalski.

## Namensträger
- Michał Józef Massalski (~1688–1768), Feldhetman ab 1744 und Großhetman von Litauen ab 1762
- Ignacy Jakub Massalski (~1726–1794), Bischof von Wilna ab 1762
- Nikolai Fjodorowitsch Mossalski (1812–1880), russischer General